# King George County
King George County ist ein County im Bundesstaat Virginia der Vereinigten Staaten. Bei der Volkszählung im Jahr 2020 hatte das County 26.723 Einwohner und eine Bevölkerungsdichte von 57,3 Einwohner pro Quadratkilometer. Der Verwaltungssitz (County Seat) ist King George.

## Geographie
King George County liegt im Nordosten von Virginia, grenzt an Maryland und hat eine Fläche von 486 Quadratkilometern, wovon 20 Quadratkilometer Wasserfläche sind. Es grenzt im Uhrzeigersinn an die Countys Westmoreland County, Essex County, Caroline County und Stafford County.

## Geschichte
Gebildet wurde es 1721 aus Teilen des Richmond County und des Westmoreland County. Benannt wurde es nach Georg I., dem ersten König von Großbritannien und Irland aus dem Haus Hannover.
14 Bauwerke und Stätten des Countys sind im National Register of Historic Places eingetragen (Stand 10. Mai 2018), darunter Belle Grove, der Geburtsort von Präsident James Madison.

## Demografische Daten

Alterspyramide des King George County

Nach der Volkszählung im Jahr 2000 lebten im King George County 16.803 Menschen in 6.091 Haushalten und 4.525 Familien. Die Bevölkerungsdichte betrug 36 Einwohner pro Quadratkilometer. Ethnisch betrachtet setzte sich die Bevölkerung zusammen aus 77,69 Prozent Weißen, 18,73 Prozent Afroamerikanern, 0,48 Prozent amerikanischen Ureinwohnern, 1,01 Prozent Asiaten, 0,07 Prozent Bewohnern aus dem pazifischen Inselraum und 0,45 Prozent aus anderen ethnischen Gruppen; 1,57 Prozent stammten von zwei oder mehr Ethnien ab. 1,79 Prozent der Bevölkerung waren spanischer oder lateinamerikanischer Abstammung.
Von den 6.091 Haushalten hatten 38,0 Prozent Kinder und Jugendliche unter 18 Jahre, die bei ihnen lebten. 59,5 Prozent waren verheiratete, zusammenlebende Paare, 10,5 Prozent waren allein erziehende Mütter, 25,7 Prozent waren keine Familien, 20,4 Prozent waren Singlehaushalte und in 6,0 Prozent lebten Menschen im Alter von 65 Jahren oder darüber. Die Durchschnittshaushaltsgröße betrug 2,70 und die durchschnittliche Familiengröße lag bei 3,12 Personen.
Auf das gesamte County bezogen setzte sich die Bevölkerung zusammen aus 27,8 Prozent Einwohnern unter 18 Jahren, 8,2 Prozent zwischen 18 und 24 Jahren, 31,7 Prozent zwischen 25 und 44 Jahren, 22,7 Prozent zwischen 45 und 64 Jahren und 9,6 Prozent waren 65 Jahre alt oder darüber. Das Durchschnittsalter betrug 35 Jahre. Auf 100 weibliche Personen kamen 101,0 männliche Personen. Auf 100 Frauen im Alter von 18 Jahren oder darüber kamen statistisch 99,4 Männer.

Das jährliche Durchschnittseinkommen eines Haushalts betrug 49.882 US-Dollar, das Durchschnittseinkommen der Familien betrug 55.160 US-Dollar. Männer hatten ein Durchschnittseinkommen von 38.600 US-Dollar, Frauen 26.350 US-Dollar. Das Prokopfeinkommen betrug 21.562 US-Dollar. 4,4 Prozent der Familien und 5,6 Prozent der Bevölkerung lebten unterhalb der Armutsgrenze. Davon waren 6,1 Prozent Kinder oder Jugendliche unter 18 Jahre und 6,4 Prozent waren Menschen über 65 Jahre.